# Syllepte trizonalis
Omiodes trizonalis is een vlinder uit de familie van de grasmotten (Crambidae), uit de onderfamilie van de Spilomelinae. De wetenschappelijke naam van deze soort is voor het eerst voorgesteld als Phalaena trizonalis door Jan Sepp in een publicatie uit 1852.
De soort komt voor in Cuba, Costa Rica, Panama, Panama, Suriname en Frans-Guyana.